# Флексура
Флексура (от лат. flexura — изгиб, искривление) — тектоническая структура, представляющая собой коленообразный изгиб слоистой толщи, в которой последняя претерпевает два резких изгиба. При общем горизонтальном залегании слоистой толщи флексура выражена участком наклонного залегания слоев, при моноклинальном залегании - участком с более крутым падением слоистости.
Флексура состоит из 5 элементов: двух изгибов и трёх крыльев (двух крайних — за пределами изгибов, верхнего и нижнего, и смыкающего — между изгибами). Каждый элемент характеризуется собственными параметрами залегания, соотношение которых определяет многочисленные разновидности Флексур. По залеганию крыльев выделяют флексуры простые, попутные, встречные; по наклону шарниров изгибов — флексуры вертикальные, наклонные, горизонтальные. 
Флексуры, распространенные в наклонно залегающих толщах, могут быть согласными и несогласными. В согласных флексурах верхнее, смыкающее и нижнее крылья наклонены в одну и ту же сторону, в несогласных - верхнее и нижнее крылья наклонены в одну сторону, а смыкающее - в противоположную.
Горизонтальной называется флексура в том случае, если коленообразный изгиб слоев наблюдается в горизонтальной плоскости.
Как и другие тектонические структуры, флексуры могут быть конседиментационными (образование которых происходит одновременно с осадконакоплением) и постседиментационными (образующиеся после завершения процесса накопления деформируемой слоистой толщи). Флексуры, образовавшиеся позже осадконакопления, не имеют различий в мощностях и фациях на крыльях. Конседиментационные флексуры имеют более сложное строение. Для них характерно резкое различие мощностей и фаций на крыльях. На нижних, опущенных, крыльях формируются наиболее полные стратиграфические разрезы с наибольшими мощностями и тонкообломочными, глинистыми или карбонатными фациями. На смыкающих крыльях мощности пород наименьшие, часто здесь проявляются перерывы с выпадением отдельных членов стратиграфического разреза. Смыкающим крыльям свойственны грубообломочные фации. На верхних, приподнятых, крыльях мощность осадочной толщи значительно меньше, чем на опущенном, а фации - более грубообломочные.  
Размер флексуры — от долей метров до многих километров, наклон крыльев — от едва заметного до вертикального. Флексуры распространены на платформах и в складчатых областях. Особенно крупные Флексуры встречаются у краев платформ и на бортах синеклиз. 
Иногда флексуры  могут формировать ловушки для залежей нефти и природного газа и контролировать размещение  нефтяных месторождений.